# 波温鐵屬
波温鐵屬（學名：Bowenia），又名波温蘇鐵屬，是澳洲的一屬蘇鐵，包含了兩個現存種及兩個化石物種。兩個現存物種：裂葉蘇鐵及波溫蘇鐵都是分佈在昆士蘭，在溫暖及潮濕的熱帶雨林、近河流及低地生長。
化石物種的B. eocenica是在澳洲維多利亞州的一個煤礦發現；而B. papillosa則是在新南威爾士的地層發現。兩種化石都可追溯至始新世，化石都包括了葉子碎片。

## 下级分类
本科包括以下属：
- Bowenia eocenica Hill, 1978
- Bowenia papillosa Hill, 1978
- Bowenia serrulata (W.Bull) Chamb.
- 波溫蘇鐵 Bowenia spectabilis Hook. ex Hook.f.

## 保育狀況
本属所有种均被列為《瀕危野生動植物種國際貿易公約》（CITES）附錄二的物種，被限制出口及貿易。